# 市谷船河原町
市谷船河原町（いちがやふながわらまち）は、東京都新宿区の町名。丁番のない単独町名である。住居表示未実施。

## 地理
新宿区北東部に位置する。北で若宮町、北東部の外堀通り沿いで神楽坂、東で外濠を隔てて千代田区富士見、南で市谷田町、西で市谷砂土原町と接する。逢坂を上がると市谷砂土原町三丁目・払方町に連なる元祖山の手の高級住宅地が造られている。飯田橋駅と市ケ谷駅の中間にあたる外堀通り沿いの一角にあたる。この外堀通り沿いを中心に高層建造物が建ち並ぶ。

### 地価
住宅地の地価は、2024年（令和6年）7月1日の地価調査によれば、市谷船河原町19番8外の地点で151万円/m2となっている。

## 世帯数と人口
2025年（令和7年）3月1日現在（新宿区発表）の世帯数と人口は以下の通りである。
- 世帯数 : 82世帯
- 人口 : 188人

### 人口の変遷
国勢調査による人口の推移。
| 年                 | 人口 |
| ------------------ | ---- |
| 1995年（平成7年）  | 198  |
| 2000年（平成12年） | 205  |
| 2005年（平成17年） | 234  |
| 2010年（平成22年） | 231  |
| 2015年（平成27年） | 260  |
| 2020年（令和2年）  | 237  |

### 世帯数の変遷
国勢調査による世帯数の推移。
| 年                 | 世帯数 |
| ------------------ | ------ |
| 1995年（平成7年）  | 72     |
| 2000年（平成12年） | 78     |
| 2005年（平成17年） | 94     |
| 2010年（平成22年） | 95     |
| 2015年（平成27年） | 102    |
| 2020年（令和2年）  | 93     |

## 学区
区立小・中学校に通う場合、学区は以下の通りとなる（2018年8月時点）。
- 区域 : 全域
  - 小学校 : 新宿区立津久戸小学校
  - 中学校 : 新宿区立牛込第三中学校

## 交通
町域内には鉄道駅は置かれていないが、飯田橋駅と市ケ谷駅が利用できる。また外濠端を外堀通り（東京都道405号外濠環状線）が南北に縦貫する。

## 事業所
2021年（令和3年）現在の経済センサス調査による事業所数と従業員数は以下の通りである。
- 事業所数 : 30事業所
- 従業員数 : 605人

### 事業者数の変遷
経済センサスによる事業所数の推移。
| 年                 | 事業者数 |
| ------------------ | -------- |
| 2016年（平成28年） | 34       |
| 2021年（令和3年）  | 30       |

### 従業員数の変遷
経済センサスによる従業員数の推移。
| 年                 | 従業員数 |
| ------------------ | -------- |
| 2016年（平成28年） | 649      |
| 2021年（令和3年）  | 605      |

## 施設
- 東京理科大学5号館・11号館
- アンスティチュ・フランセ東京（アンスティチュ・フランセ日本事務局、旧東京日仏学院）
- 家の光会館

## その他

### 日本郵便
- 郵便番号 : 162-0826[3]（集配局 : 牛込郵便局[16]）。